# While My Guitar Gently Weeps
〈While My Guitar Gently Weeps〉는 1968년 발매된 비틀즈의 음반 《The Beatles》에 수록된 곡이다. 이 곡은 이 밴드의 리드 기타리스트인 조지 해리슨에 의해 쓰여졌다. 1968년 초 인도에서 초월 명상을 공부하다 돌아온 비틀즈의 불화에 대한 글이다. 이 동지애의 결여는 작곡에 대한 밴드의 초기 무관심에 반영되었고, 해리슨이 그의 친구이자 때때로 협력자인 에릭 클랩튼을 녹음에 기여하도록 초대함으로써 반박했다. 클랩튼은 비록 그가 공식적으로 기여한 것으로 여겨지지는 않았지만 리드 기타 부분을 과장했다.

## 참여 인원
이언 맥도날드, 월터 에버렛 그리고 존 윈:에 따르면
- 조지 해리슨 – 더블 트랙 보컬, 백킹 보컬, 어쿠스틱 기타, 해먼드 오르간
- 존 레논 – 트레몰로 일렉트릭 기타
- 폴 매카트니 – 하모니 보컬, 피아노, 베이스 기타
- 링고 스타 – 드럼, 탬버린, 캐스터네츠
- 에릭 클랩튼 – 리드 기타